# Lygistorrhina barrettoi
Lygistorrhina barrettoi är en tvåvingeart som beskrevs av Lane 1946. Lygistorrhina barrettoi ingår i släktet Lygistorrhina och familjen Lygistorrhinidae. Inga underarter finns listade i Catalogue of Life.